# Виктор Понрепо
Виктор Понрепо (чеш. Viktor Ponrepo; настоящее имя Дисмас Фердинанд Шламбор (чеш. Dismas Ferdinand Šlambor), 16 июня 1858 — 4 декабря 1926) — пионер чешской кинематографии, владелец первого кинотеатра в Праге в Доме у Синей Щуки на Карловой улице.

## Биография
Родился в Старом городе в Праге. Первоначально занятием Дисмаса Шлабора было представление фокусов, хотя его отец желал видеть сына ювелиром и учил его этому. Однако сын стремился к другому, и именно профессия артиста его заставила сменить имя на Bon Repos, по названию маленького особняка в окрестносях городка Лиса-над-Лабем Lysá nad Labem.
Путешествуя c гастролями, Понрепо попал на пражскую выставку 1891 года, где заметил фонограф Эдисона. Он стал использовать аппарат в своих «магических выступлениях», а потом увлекшись идеей кино, занялся передвижным кинотеатром, с которым ездил по городам и сёлам и показывал, в основном, французские фильмы. С 1899 года совмещая фокусничество и синематограф, Понрепо мечтал покорить Прагу и начал нелегкий путь, чтобы получить разрешение на работу в столице у австро-венгерских властей. Кинотеатр открылся 15 сентября 1907 в здании бывшего кабаре, с числом посадочных мест 56 и работал ежедневно, кроме пятниц. Перед каждым сеансом хозяин выходил, кланяясь, приветствовал зрителей и рассаживал их. В сентябре 1911 года театр Понрепо посетил Томас Эдисон.
После войны в Праге возникло 50 кинотеатров и Понрепо, начал испытывать финансовые трудности. У него не было ассистентов, он самостоятельно крутил ручку и менял каждые 30 секунд стекла с субтитрами. В 20-е в связи с экономической депрессией денег на содержание не хватало, и Понрепо внезапно получил удар и скончался.
Сегодня кинотеатр, названный в честь Понрепо, находится недалеко от Дома у Синей Щуки на Бартоломейской улице.
Именем Виктора Понрепо названа малая планета (7332).